# Tour d'Allemagne 1999
Le Tour d'Allemagne 1999 est la 23e édition de cette course cycliste par étapes. Elle s'est déroulée du 28 mai au 3 juin. L'épreuve, disputée sur un parcours de 1 227,8 km entre Berlin et Bonn, est remportée par l'Allemand Jens Heppner, de l'équipe Team Deutsche Telekom.

## Les étapes
| Étape      | Date     | Villes étapes        | Distance (km) | Vainqueur d'étape   | Leader du classement général |
| 1re étape  | 28 mai   | Berlin - Leipzig     | 168,3         | Jimmy Casper        | Jimmy Casper                 |
| 2e étape   | 29 mai   | Eisleben - Goslar    | 214,3         | Rolf Aldag          | Rolf Aldag                   |
| 3e étape   | 30 mai   | Goslar - Bielefeld   | 172,8         | Jimmy Casper        | Rolf Aldag                   |
| 4e étape   | 31 mai   | Bielefeld - Dortmund | 174,5         | Jimmy Casper        | Axel Merckx                  |
| 5e étape   | 1er juin | Dortmund - Coblence  | 198,4         | Andreas Kappes      | Jens Heppner                 |
| 6e étape a | 2 juin   | Coblence - Bensheim  | 155,5         | Erik Zabel          | Jens Heppner                 |
| 6e étape b | 2 juin   | Viernheim - Bensheim | 29 (clm)      | Raivis Belohvoščiks | Jens Heppner                 |
| 7e étape   | 3 juin   | Wiesbaden - Bonn     | 155,5         | Jimmy Casper        | Jens Heppner                 |

## Équipes participantes
Dix-huit équipes participent au Tour d'Allemagne.
| - Mapei-Quick Step - Team Deutsche Telekom - Lampre-Daikin - La Française des Jeux - Team Polti |  | - TVM-Farm Frites - Rabobank - Gerolsteiner - Agro-Adler-Brandenburg - Team Nürnberger |  | - Team Cologne - Die Continentale-Olympia - Team EC/Bayer - Home-Jack & Jones |  | - Cicky World - Vlaanderen 2002 - Post Swiss - Festina-Lotus |

## Classements

### Classement général
|     | Cycliste          | Équipe                   | Temps               |
| --- | ----------------- | ------------------------ | ------------------- |
| 1er | Jens Heppner      | Team Deutsche Telekom    | en 30 h 22 min 29 s |
| 2e  | Andreas Kappes    | Agro-Adler-Brandenburg   | + 1 min 36 s        |
| 3e  | Christian Wegmann | Die Continentale-Olympia | + 1 min 44 s        |
| 4e  | Grischa Niermann  | Rabobank                 | + 1 min 48 s        |
| 5e  | Michael Blaudzun  | Home-Jack & Jones        | + 1 min 51 s        |
| 6e  | Bart Voskamp      | TVM-Farm Frites          | + 1 min 52 s        |
| 7e  | Rolf Huser        | Festina-Lotus            | m.t.                |
| 8e  | Geert Van Bondt   | TVM-Farm Frites          | m.t.                |
| 9e  | Bert Grabsch      | Team Cologne             | m.t.                |
| 10e | Steve Vermaut     | Vlaanderen 2002          | m.t.                |

### Classements annexes
| Pos | Coureur      | Pays      | Équipe                 | Pts |
| --- | ------------ | --------- | ---------------------- | --- |
| 1   | Erik Zabel   | Allemagne | Team Deutsche Telekom  | 130 |
| 2   | Jimmy Casper | France    | La Française des Jeux  | 101 |
| 3   | Olaf Pollack | Allemagne | Agro-Adler-Brandenburg | 54  |

| Pos | Coureur          | Pays      | Équipe                  | Pts |
| --- | ---------------- | --------- | ----------------------- | --- |
| 1   | Jens Heppner     | Allemagne | Team Deutsche Telekom   | 30  |
| 2   | Paolo Lanfranchi | Italie    | Mapei                   | 22  |
| 3   | Bert Dietz       | Allemagne | Nürnberger Versicherung | 16  |